# Leonardo Moreira
Leonardo Moreira (født 4. februar 1986) er en japansk professionel fodboldspiller.
Han har spillet for flere forskellige klubber i sin karriere, herunder Sagan Tosu og Giravanz Kitakyushu.